# 척 슐디너
찰스 마이클 "척" 슐디너 (Charles Michael "Chuck" Schuldiner, 1967년 5월 13일 ~ 2001년 12월 13일)는 미국의 가수, 작곡가, 기타리스트이다. 그는 1983년에 데스 메탈의 선구자 격인 밴드인 데스를 결성했다. 그는 "데스 메탈의 대부"란 별칭을 갖고 있으며 영국의 케랑! 잡지의 2002년 1월 5일호에 실린 그의 사망 기사에는, "척 슐디너는 헤비 메탈 역사 중 가장 중요한 인물 중 하나였다."라고 서술되어 있다. 척 자신은 데스 메탈 역사에 미친 자신의 영향에 대해서 굉장히 겸손한 태도를 지녔다. "내가 데스 메탈에 그리 큰 공헌을 했다고는 생각하지 않는다. 난 그냥 밴드하는 사람일 뿐이고 데스는 헤비 메탈 밴드라고 생각한다."
그는 조엘 맥클버의 책인 "2009년 최고의 메탈 기타리스트 100명"에서 10위에 선정되었으며 2004년 3월 기타 월드 잡지에서 실시한 "최고의 메탈 기타리스트 100명" 목록에서 20위에 선정되었다. 그는 1987년에 출판사 뮤틸레이션 뮤직을 설립했으며 현재 BMI(Broadcast Music Incorporated)사와 공연권에 대하여 연계되어 있다.

## 디스코그래피

### 데스
- 1987: Scream Bloody Gore
- 1988: Leprosy
- 1990: Spiritual Healing
- 1991: Human
- 1993: Individual Thought Patterns
- 1995: Symbolic
- 1998: The Sound of Perseverance

### 부두컬트
- 1994: Jesus Killing Machine

### 컨트롤 디나이드
- 1999: The Fragile Art of Existence
- n/a: When Man and Machine Collide (미완성 음반, 발매 예정 없음)

## 같이 보기
- 대중음악의 별명 목록
- 익스트림 메탈